# Pravo u 1467.
◄◄ | ◄ | 1464. | 1465. | 1466. | 1467.  | 1468. | 1469. | 1470. | ► | ►►
Arhitektura • Astronomija • Glazba • Knjige • Književnost • Kršćanstvo • Medicina • Pravo • Promet • Slikarstvo • Znanost
Pravo u 1467.

## Hrvatska i u Hrvata

### Događaji
- Balski statut

## Vanjske poveznice
|  | Zajednički poslužitelj ima još gradiva o temi Pravo |